# Gimmigela
Gimmigela (inaczej Twin Peak,  Gimīgelā Culī) – szczyt w Himalajach położony pomiędzy Taplejungiem, Meći i Nepalem a Sikkimem i Indiami. Wznosi się na wysokość 7350 m n.p.m. Jest łączony z leżącym tuż obok Gimmigela Chuli II (7005m) i nazywany „The Twins”. Góra znajduje się w odległości 4 km od Kanczendzongi.
Pierwszego wejścia na szczyt dokonali wspinacze Japończycy: Taroh Tanigawa, Koji Nagakubo i Yuichi Yoshida 16 października 1995 r.